# Gyula (Archon)
Gyula (griechisch gylas) war ein ungarischer Führer um 952.

## Leben

### Erwähnung
Die byzantinischen Chronisten Johannes Skylitzes und Johannes Zonaras erwähnten einen Anführer (Archon) der Turken (Ungarn) mit Namen Gylas, der sich wahrscheinlich im Jahr 952 in Konstantinopel taufen ließ. Er wurde dafür mit dem Titel Patrikios geehrt und erhielt den Mönch Hierotheos als Missionsbischof, mit dem er in seine Heimat zurückkehrte.

### Identifizierung
Bei Skylitzes und Zonaras war Gylas sein Name. Im 9. Jahrhundert war Gyula noch ein Titel des zweithöchsten Anführers der Ungarn. Konstantin VII. beschrieb den Titel noch für die Mitte des 10. Jahrhunderts. Die Gesta Hungarorum eines anonymen Verfassers berichtete von einem Führer Gyla in dieser Zeit in Siebenbürgen, dessen Söhne Christen werden wollten, und von einem Geula als Großvater mütterlicherseits des späteren Königs Stephan I. Die Hildesheimer Annalen erwähnten einen Gyla als Onkel mütterlicherseits des Königs. Einige ungarische Forscher nehmen eine Identität mit dem siebenbürgischen Führer oder einem seiner Familienmitglieder an.